# Okroug urbain de Tchkalovsk
L'okroug urbain de Tchkalovsk (городско́й о́круг город Чкаловск) est une entité administrative territoriale de Russie située dans l'oblast de Nijni Novgorod. Elle englobe la ville d'importance régionale de Tchkalovsk et plusieurs villages. Elle a le statut d'okroug urbain. Cette entité succède en 2015 au raïon (arrondissement) de Tchkalovsk. Sa population était de 20 616 habitants en 2015.

## Géographie
L'okroug urbain de Tchkalovsk se trouve au nord-ouest de l'oblast de Nijni Novgorod. Il confine à l'oblast d'Ivanovo au nord, au nord-ouest et à l'ouest et respectivement avec le raïon de Volodarsk et le district municipal de Balakhna de l'oblast de Nijni Novgorod au sud et au sud-est et a une frontière fluviale avec les raïons de Gorodets et de Sokolskoïe. Les terres de l'okroug urbain de Tchkalovsk ouvrent le territoire de l'oblast de Nijni Novgorod. Il s'étend sur 87 700 hectares.

## Découpage administratif
L'okroug urbain de Tchkalovsk comprend 228 localités au sein de :
- La ville de Tchkalovsk
- Le conseil rural de Beloïe-Novinki dont le siège est au village de Novinki
- Le conseil rural de Katounki dont le siège est au village de Katounki
- Le conseil rural de Kotelnitsy dont le siège est au village de Kotelnitsy
- Le conseil rural de Kouznetsovo dont le siège est au village de Kouznetsovo
- Le conseil rural de Pourekh dont le siège est au village de Pourekh
- Le conseil rural de Solomaty dont le siège est au village de Solomaty
- Le conseil rural de Tchistoïe dont le siège est au village de Tchistoïe
- Le village de Verchilovo

## Religion

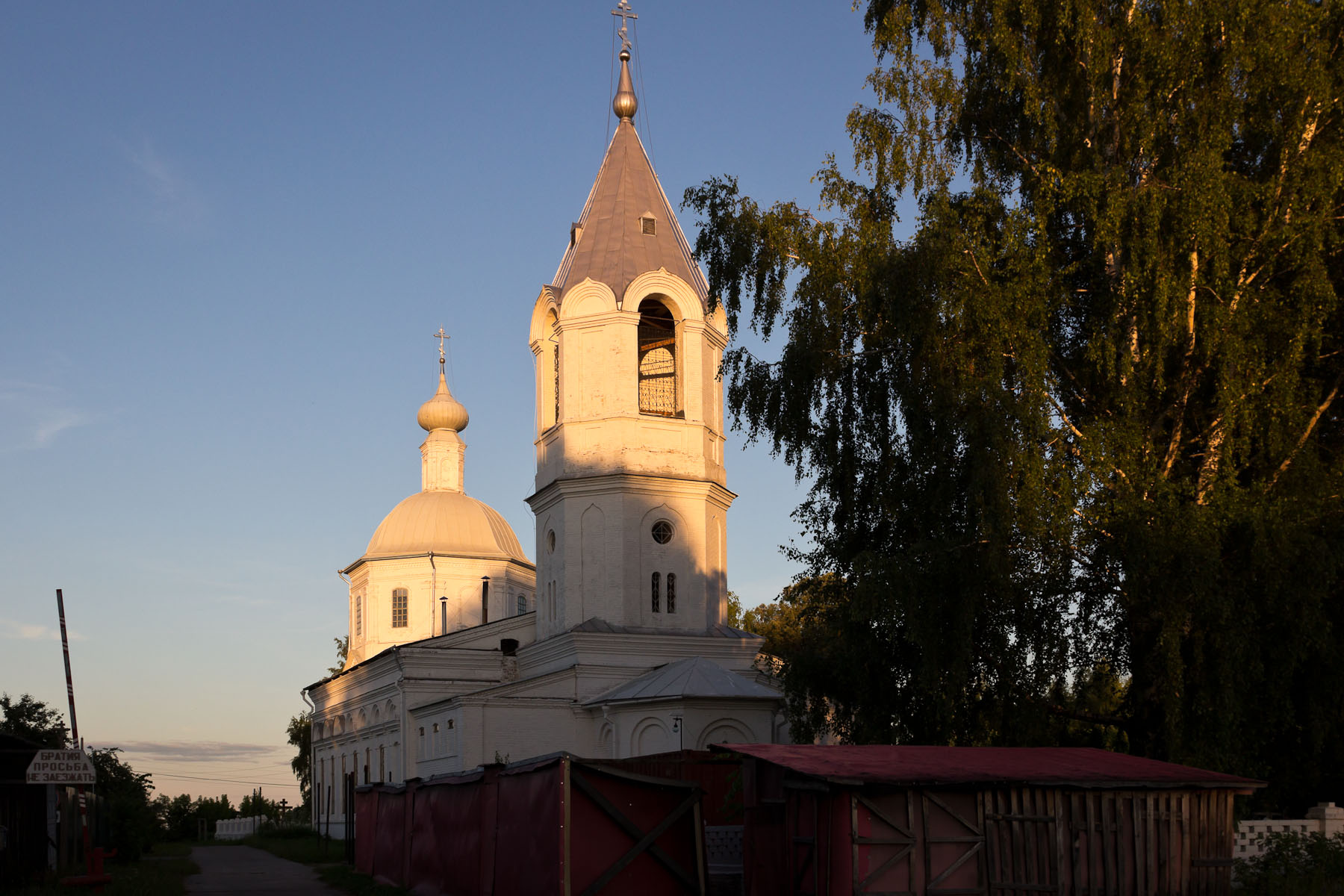
Clocher de l'église de la Résurrection de Matrionino.

L'ensemble dépend pour l'Église orthodoxe russe du doyenné de Tchalovsk de l'éparchie de Vyksa, regroupant sept paroisses dont les sièges sont l'église Sainte-Anastasia de Tchkalovsk, la collégiale de la Nativité-de-la-Mère-de-Dieu de Katounki, l'église de la Résurrection-du-Christ de Matrionino, l'église Saint-Séraphin-de-Sarov d'Ourkovo, l'église de la Transfiguration-du-Sauveur de Pourekh, la collégiale de la Transfiguration-du-Sauveur de Sitskoïe et l'église de la Transfiguration-du-Sauveur de Verchilovo.